# Jorge Cardiel
Jorge Cardiel, né le 23 avril 1924, est un ancien joueur mexicain de basket-ball.